# Пост-Південний-Сортувальний
По́ст-Півде́нний-Сортува́льний — залізничний пасажирський зупинний пункт Харківського залізничного вузла Південної залізниці. Розташована між станціями Харків-Пасажирський та Харків-Сортувальний.
Зупинна платформа розташована у Холодногірському районі Харкова. На станції зупиняються лише приміські потяги.
Відстань до станції Харків-Пасажирський — 3 км.
Місцевості: Нахалівка, Іванівка.